# Шемеев, Шеме Магомедтагирович
Шеме (Шемев) Магомедтагирович Шемеев (24 января 1963, Дылым, Казбековский район, Дагестанская АССР, РСФСР, СССР) — советский борец вольного стиля и российский тренер по вольной борьбе, Заслуженный тренер России (09.09.2020).

## Биография
Занимался борьбой. После чего работал строителем и занимался бизнесом. Вместе с Сайгидпашой Умахановым учился в Харькове в строительном колледже, после того как Умаханов стал главой Хасавюрта, он предложил ему работать тренером. С декабря 1998 года занимается тренерской карьерой, где у него было сначала группа из 6-7 детей. 9 сентября 2020 года ему было присвоено звание заслуженный мастер спорта России. 1 июля 2022 года указом Президента Российской Федерации Владимира Путина был награждён Орденом Дружбы

## Известные воспитанники
- Угуев, Заур Ризванович — Олимпийский чемпион;
- Мусукаев, Исмаил Тимурович — чемпион мира и Европы;
- Мухаммад, Али Хаджи — участник чемпионата мира;
- Гамзатов, Рамиз Ризванович — чемпион России;